# Luke Whitehouse
Luke Whitehouse (Halifax, 2 de julio de 2002) es un deportista británico que compite en gimnasia artística.
Ganó cinco medallas en el Campeonato Europeo de Gimnasia Artística entre los años 2023 y 2025. Participó en los Juegos Olímpicos de París 2024, ocupando el sexto lugar en la prueba de suelo.

## Palmarés internacional
| Campeonato Europeo | Campeonato Europeo | Campeonato Europeo | Campeonato Europeo   |
| Año                | Lugar              | Medalla            | Prueba               |
| ------------------ | ------------------ | ------------------ | -------------------- |
| 2023               | Antalya (Turquía)  | Medalla de oro     | Suelo                |
| 2023               | Antalya (Turquía)  | Medalla de bronce  | Concurso por equipos |
| 2024               | Rímini (Italia)    | Medalla de oro     | Suelo                |
| 2025               | Leipzig (Alemania) | Medalla de oro     | Suelo                |
| 2025               | Leipzig (Alemania) | Medalla de oro     | Concurso por equipos |